# Aichi B7A
Aichi B7A «Ryūsei» (яп. 流星, «Рюсей» — «Метеор») — серійний палубний бомбардувальник-торпедоносець Імперського флоту Японії періоду Другої світової війни.
Кодова назва союзників — «Грейс» (англ. Grace).

## Історія створення
У 1941 році Імперський флот Японії видав завдання на палубний бомбардувальник в рамках плану «16-Shi», який з часом міг би замінити одночасно два типи машин — торпедоносець B6N та пікіруючий бомбардувальник D4Y. Прийняття на озброєння такого універсального літака дозволило би зробити парк літаків палубної авіації одноріднішим і тим самим спростило б його експлуатацію.
Вимоги специфікації були дуже високими: максимальна швидкість — 570 км/г, дальність польоту з повним бойовим навантаженням (500 кг бомб у внутрішньому бомбовідсіку або 800-кг торпеда на зовнішній підвісці) — 1850 км, дальність польоту без навантаження — 3335 км, маневреність — порівнянна з A6M, озброєння — 2 нерухомі 20-мм гармати (в передній частині фюзеляжу або на крилах) і 1 рухомий 13-мм кулемет в задній частині кабіни. Двигун — Hakajima Homare потужністю 1800—2000 к.с. Оскільки новий літак мав використовуватись на новіших авіаносцях обмеження на максимальну ширину крил було зняте.
Створення літака було доручено фірмі «Айті». Роботу над проєкт очолив Норіо Озакі. В травні 1942 року перший прототип з заводським номером AM-23 був готовий. Оскільки двигун Hakajima Homare 11 до цього на жодні літаки ще не ставився, з ним постійно виникали проблеми, що значно затримало проведення випробувань. На вдалих випробуваннях літак розвинув швидкість 590 км/г, на 20 км/г перевищивши вимоги специфікації, але був недостатньо маневрений та складний у пілотуванні. Щоб усунути ці недоліки, в конструкцію наступних дослідних зразків внесли ряд змін: підсилили фюзеляж, та замінили бортове обладнання. Літак було попередньо прийнято на озброєння як Палубний бомбардувальник-торпедоносець Тип 97 (або B7A1).
Проте через відсутність двигуна потрібної потужності програма була призупинена. До розробки літака повернулись тільки в квітні 1944 році, використавши двигун Hakajima NK9C Homare 12 потужністю 1825 к.с. Після випробувань розпочалось серійне виробництво моделі B7A2 на заводах фірми Aichi в Фунаката, а також на 21-му флотському арсеналі в Омура. Хоча даний літак був простішим у виготовлені ніж Yokosuka D4Y, його виробництво просувалось дуже повільно. У травні 1945 року виробництво цих літаків було припинене у зв'язку з тим, що завод Айті був зруйнований землетрусом.
В останні роки війни розроблявся наступник B7A з назвою Мокусей" («Юпітер»), який мав би бути значно меншим і швидшим, але він так і залишився тільки на папері.

## Конструкція

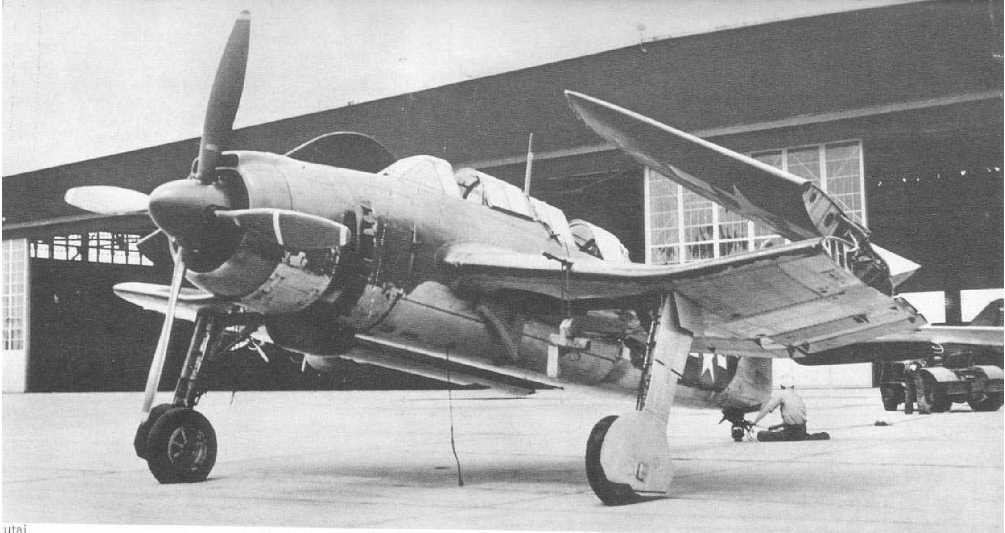
Захоплений B7A. Добре видно крило типу «зворотня чайка» і бомбовий відсік під кабіною.

Aichi B7A був суцільнометалевим одномоторним монопланом з компонуванням середньоплана із закритою кабіною та шасі, що складалось. Така схема була використана через наявність бомбового відсіку в фюзеляжі і вимогу в підйомі літака для використання гвинта діаметром 3.5 м. З метою зменшення розмірів стійок шасі було використане крило типу «зворотна чайка». Елерони могли відсуватись в низ на кут 10 градусів, що дозволяло використовувати їх як допоміжні закрилки. Літак також мав аеродинамічне гальмо, а для зберігання на авіаносцях крила могли підійматися вверх.
Озброєння складалось з 2 встановлених в крилах 20-мм гармат «Тип 99 Модель 2» і одного рухомого 7,92-мм кулемета «Тип 1» в задній вогневій точці. На літаках пізніх серій 7,92-мм кулемет був замінений на 13-мм кулемет «Тип 2».
Один із літаків B7A2 був оснащений двигуном Hakajima Homare 23 потужністю 2000 к.с. Проєкт B7A3 з двигуном Mitsubishi MK9A потужністю 2200 к.с. реалізований не був.

## Тактико-технічні характеристики (B7A2)

### Технічні характеристики
- Екіпаж: 2 чоловіка
- Довжина: 11,49 м
- Розмах крила: 14,40 м
- Висота: 4.08 м
- Площа крила: 35,40 м ²
- Маса порожнього: 3 810 кг
- Маса спорядженого: 5 625 кг
- Максимальна злітна маса: 6 500 кг
- Навантаження на крило: 158.9 кг/м²
- Двигун Nakajima NK9C Homare 12
- Потужність: 1 825 к. с.
- Питома потужність 3.1 кг/к.с.

### Льотні характеристики
- Максимальна швидкість: 566 км/г на висоті 6500 м
- Практична дальність: 1 850 км
- Максимальна дальність: 3 020 км
- Практична стеля: 11 250 м
- Час набору висоти: 4000 м за 6 хв 55 с

### Озброєння
- Гарматне:2× 20-мм гармати
- Кулеметне:1× 7,92 мм кулемет
- Бомбове навантаження:
  - 800 кг бомб або
  - 1× 800 кг торпеда

## Модифікації
- B7A1 — морський експериментальний палубний бомбардувальник; прототипи були оснащені двигуном Nakajima NK9B Homare 11; мав крило, що складалось, типу «зворотна чайка» (9 екз.);
- B7A2 — серійний; версія палубного пікіруючого бомбардувальника-торпедоносця; заводи: Aichi (80 екз.), Omara Naval Air Arsenal (25 екз.);
- B7A3 — проєкт з використанням двигуна Mitsublshi МК9А потужністю 2200 к.с. Реалізований не був.

## Історія використання

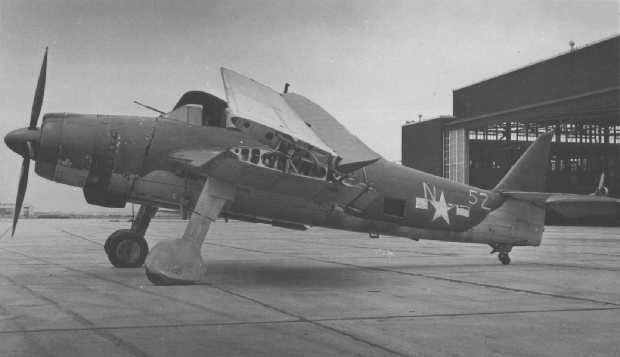
Єдиний вцілілий екземпляр Aichi B7A, захоплений американцями

Літак Aichi B7A2, який мав високу швидкість та хорошу маневреність, виявився дуже грізним супротивником. Оскільки до часу появи цих літаків Японія не мала боєздатних авіаносців, здатних їх перевозити (Тайхо затонув в червні 1944, а Сінано в листопаді), літаки базувались на наземних аеродромах. Проте через свою нечисленність, а також через пізню появу, літаки Aichi B7A2 не вплинули суттєво на хід війни.

## Оператори

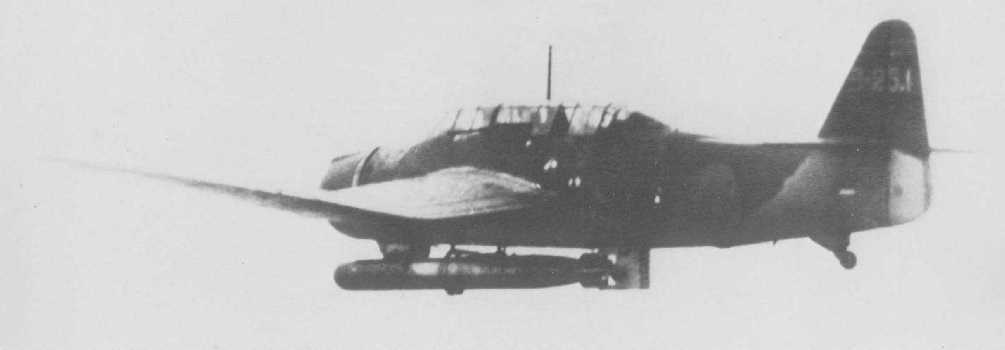
Aichi B7A2 в польоті з торпедою «Тип 91». Напис на хвості «ヨ-251» означає що літак приписаний до авіазагону Йокосука

Японська імперія
- Авіація імперського флоту Японії
  - 722-ий авіазагін
  - Авіазагін Йокосука